# أنتوني جيسلين
أنتوني جيسلين (بالفرنسية: Anthony Geslin) مواليد 9 يونيو 1980 في فرنسا، هو دراج فرنسي في صنف سباق الدراجات على الطريق.

## سجل الفوز

### المراكز
- حقق المركز الـ 88 في سباق طواف فرنسا 2006
- حقق المركز الـ 6 في طواف ميلان-سان ريمو 2008

### سباقات أو مراحل فاز بها
| التاريخ        | السباق                                                     | المركز                  |
| -------------- | ---------------------------------------------------------- | ----------------------- |
| 01 يناير 2000  | Côte picarde 2000                                          |                         |
| 01 يناير 2001  | Côte picarde 2001                                          |                         |
| 02 يونيو 2002  | ترو-برو ليون 2002                                          | التاسع في التصنيف العام |
| 03 أكتوبر 2002 | باريس بورج 2002                                            | التاسع في التصنيف العام |
| 17 أبريل 2003  | جائزة دينين الكبرى 2003                                    | العاشر في التصنيف العام |
| 20 أبريل 2003  | طواف فونديه 2003                                           | الرابع في التصنيف العام |
| 22 أبريل 2003  | باريس-كاممبير 2003                                         | العاشر في التصنيف العام |
| 24 أغسطس 2003  | جي بي واست-فرنسا 2003                                      |                         |
| 01 يناير 2004  | كأس فرنسا لركوب الدراجات على الطريق 2004                   | العاشر في تصنيف النقاط  |
| 02 أبريل 2004  | روت أديلي 2004                                             | الفائز في التصنيف العام |
| 04 أبريل 2004  | Grand Prix de la ville de Rennes 2004                      | التاسع في التصنيف العام |
| 01 يناير 2005  | 2005 سباق الطريق في بطولة العالم لسباق الدراجات على الطريق |                         |
| 18 أبريل 2006  | باريس-كاممبير 2006                                         | الفائز في التصنيف العام |
| 17 مايو 2007   | Trophée des Grimpeurs 2007                                 | الفائز في التصنيف العام |
| 06 يوليو 2008  | طواف دوبس 2008                                             | الفائز في التصنيف العام |
| 01 يناير 2009  | بطولة سباق الطرق الفرنسية 2009                             |                         |
| 29 مارس 2009   | برابانتس بييل 2009                                         | الفائز في التصنيف العام |
| 18 أبريل 2009  | طواف فينيستير 2009                                         |                         |
| 13 أبريل 2011  | برابانتس بييل 2011                                         |                         |
| 25 مايو 2013   | جراند بريكس دو بلومليك-موربيهان 2013                       |                         |

## وصلات خارجية
- الموقع الرسمي

## روابط خارجية
- أنتوني جيسلين على موقع الاتحاد الدولي للدراجات (الإنجليزية)
- أنتوني جيسلين على موقع أرشيف الدراجات (الإنجليزية)
- أنتوني جيسلين على موقع إحصائيات الدراجات الإحترافية (الإنجليزية)
- أنتوني جيسلين على موقع نسبة الدراجات (الإنجليزية)
- أنتوني جيسلين على موقع CycleBase (الإنجليزية)